# Opvlieger
Een opvlieger, opvlieging, vapeur, congestie, opstijging of stuwing (Engels: flush of hot flush) is een verschijnsel dat optreedt bij vrouwen die in de overgang zijn. Plotselinge hitte en transpiratie treden op door verwijding van de bloedvaten in de huid van het gezicht, de hals en de borst. Opvliegingen komen in meer of mindere mate voor bij 80% van de vrouwen in de overgang.
Een opvlieger ontstaat doordat in de hersenen de hypothalamus, die de lichaamstemperatuur reguleert, ontregeld raakt. De ontregeling ontstaat waarschijnlijk door schommelingen in het hormoonevenwicht. Het centrum heeft onder normale omstandigheden een tolerantiemarge voor schommelingen van de lichaamstemperatuur van zo'n vier tiende graad. Tijdens de overgang raakt die marge versmald. Het temperatuurcentrum reageert al bij een zeer lichte stijging van de lichaamstemperatuur door de bloedvaten in de huid te verwijden; zo kan het lichaam de overtollige warmte kwijtraken aan de lucht.
De aanval is maar van korte duur. Na enkele minuten treedt meestal een tegenovergesteld effect op, de vrouw voelt zich dan koud, rillerig en moe. Het aantal aanvallen is sterk wisselend, van elk kwartier tot een enkele opvlieger in de week of de maand. Ook het tijdstip van optreden van de aanvallen varieert sterk: soms gaan ze vooraf aan de eigenlijke overgang, vaak zijn ze gedurende de gehele periode aanwezig, soms ook treden ze juist op in een periode erna.
Rokende vrouwen hebben vaker en ernstiger opvliegers in de overgang.